# Maryland (Libèria)
El comtat de Maryland és el comtat meridional i oriental dels 15 que formen Libèria i té frontera amb Costa d'Ivori. Rep el seu nom de l'estat de Maryland dels Estats Units. Es va fundar com a república africana el 1827 però no va obtenir la independència fins al 1854. El 1857, la que era llavors República de Maryland, es va unir a Libèria i va passar a ser un comtat.
El comtat abasta uns 5.350 km², la capital és Harper. El 1999 la població del comtat era de 71.977 habitants.
A causa dels anys de guerra civil al país només Harper, Buah i Plebo són reconegudes com a províncies. Uns altres inclouen també el Territori de Sasstown.